# Сандин (Куюргазинский район)
Санди́н (баш. Санйын) — хутор в Куюргазинском районе Башкортостана, входит в состав Ермолаевского сельсовета.

## Название
Ойконим баш. Санйын от гидронима баш. Санйын, левого притока р. Шайтанки.

## Население
| 2002 | 2009 | 2010 |
| ---- | ---- | ---- |
| 6    | →6   | ↗13  |

Национальный состав
Согласно переписи 2002 года, преобладающая национальность — русские (83 %).

## Географическое положение
Расстояние до:
- районного центра (Ермолаево): 18 км,
- центра сельсовета (Ермолаево): 18 км,
- ближайшей ж/д станции (Ермолаево): 18 км.